# 印刷プロトコルの一覧
印刷プロトコル（英: printing protocol）は、クライアントデバイス（コンピュータ、携帯電話、タブレットなど）とプリンタ（またはプリントサーバ）との間で通信を行うためのプロトコルである。これにより、クライアントは、プリンタまたはプリントサーバに1つまたは複数の印刷ジョブを送信し、プリンタの状態を照会したり、印刷ジョブの状態を取得したり、個々の印刷ジョブをキャンセルするといった作業を実行できるようになる。

## 専用プロトコル
ここに記載されているプロトコルは、印刷に特化したものである。
- Line Printer Daemon protocol / Line Printer Remote protocol（または LPD, LPR）は、リモートプリンタに印刷ジョブを送信するためのネットワークプロトコルである。LPDの元々の実装は、1988年の2.10 BSD UNIXオペレーティングシステム上のバークレー印刷システム（英語版）にある。LPRng（英語版）プロジェクトもそのプロトコルをサポートしている。LPDプロトコル仕様はRFC 1179で文書化されている[1]。LPD印刷は通常、ポート515を介して行われる。
- AppSocket（英語版）は、ポート9100、RAW、JetDirect（英語版）、またはWindows TCPmonとしても知られており、テクトロニクスによって開発されたプロトコルである[2][3]。これは、「プリンタに使用される最も単純で、最速で、一般的に最も信頼性の高いネットワークプロトコル」と見なされているが、「セキュリティを提供せず、多くの場合、プリンタの攻撃経路である」と考えられている。AppSocketの印刷は通常、ポート9100を介して行われる。
- インターネット印刷プロトコル（IPP）は、クライアントデバイス（コンピュータ、携帯電話、タブレットなど）とプリンタ（またはプリントサーバ）間の通信のためのインターネットプロトコルである。IPPは、ローカルまたはインターネット上で実行できる。他の印刷プロトコルとは異なり、IPPはアクセス制御、認証、暗号化もサポートしているため、古いものよりもはるかに高性能で安全な印刷メカニズムとなっている。IPPは現在販売されているプリンタの98%以上でサポートされている[4]。IPPの印刷は通常、ポート631を介して行われる。これは、AndroidとiOSのデフォルトプロトコルである。

## 汎用プロトコル
これらのプロトコルにより、プリンタは、リモートディスク、スキャナ、マルチメディアデバイスと同様のクラスになる。これは特に、画像ファイル（スキャンやファックス）を作成してネットワーク経由で送り返す複合プリンタに当てはまる。
- Telnetは、現在印刷目的で使用されているTCPポートとの間でデータを安全に転送することに基づいている。このアプローチは、生のTCP/IP、ストリーム、または直接ソケット印刷と呼ばれることもある。
- Server Message Block（SMB）は、もともと80年代半ばにIBMによって開発された、ファイルとプリンタを共有するためのアプリケーション層ネットワークプロトコルである。これは、Windowsベースのコンピュータがファイルとプリンタを共有するために使用されるデフォルトの方法である[5]。

## ワイヤレスプロトコル
ワイヤレスプロトコルは、ワイヤレスデバイスのために設計されている。この種類のプロトコルは、一種類の印刷プロトコルと、ゼロ・コンフィギュレーション・ネットワーク（zeroconf）のメカニズムに基づいている。このようにして、プリンタをワイヤレスデバイスでシームレスに利用できる。なお、プリンタ自体を無線化する必要はないことに注意を要す。
- AirPrintは、AppleのmacOSおよびiOSオペレーティングシステムの機能で、無線LAN（Wi-Fi）を介して[6][7]、AirPrint対応プリンタに直接印刷するか、Microsoft Windows、Linux[8]、またはmacOS[9][10]を実行しているコンピュータを経由してAirPrint非対応の共有プリンタに印刷するためのものである。AirPrintは、mDNS（より具体的にはBonjour）とInternet Printing Protocol（IPP）に基づいている。もともとはiOSデバイス向けで、Wi-Fiネットワーク経由でのみ接続されるため、Wi-Fiアクセスポイントが必要であった。しかし、2012年にmacOSデスクトッププラットフォームにAirPrintが導入されたことにより、イーサネット接続を介してネットワークに接続されたMacは、Wi-Fi経由で接続されたものだけでなく、AirPrintプロトコルを使用して印刷することもできた。
- Mopria Allianceは、Androidで採用され、Windows 10で利用可能なプロトコルを提供している。AirPrintと同様に、サービス検出のためにmDNSを使用し、印刷のためにインターネット印刷プロトコル（IPP）を使用する。
- Windowsデバイスは、サービス検出にWeb Services for Devices（英語版）（WSD）を使用し、印刷にはLine Printer Daemon protocol（LPR）やJetDirect（英語版）（RAW）を使用する。Windows 10はMopria Allianceの方法もサポートしている。

## インターネットプロトコル
コンピュータとプリンタは、上記のプロトコルのすべてを使用する場合、通常は、同じローカルエリアネットワーク（LAN）内に配置する必要がある。インターネット印刷プロトコルは、インターネット印刷用に設計されている。
- Google Cloud Print

## 参照項目
- Common Unix Printing System（CUPS）
- System V印刷システム（英語版）
- スプーリング